# Roberto Ayala
Roberto Fabián Ayala, argentinski nogometaš, * 14. april 1973, Paraná, Argentina.
Sodeloval je na nogometnemu delu poletnih olimpijskih iger leta 1996 in leta 2004.